# Palazzo della Libertà

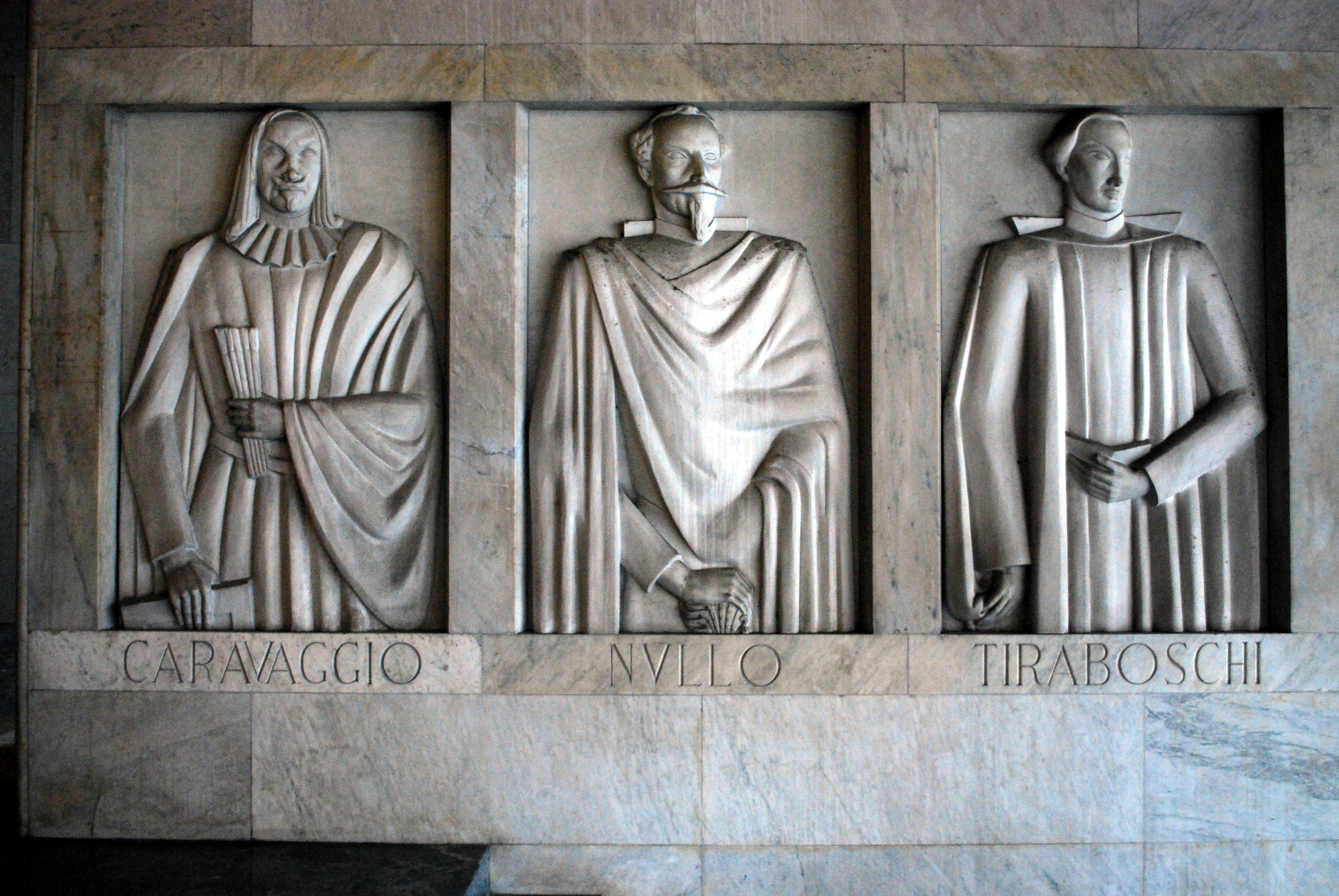
bassorilievi di Edoardo Villa

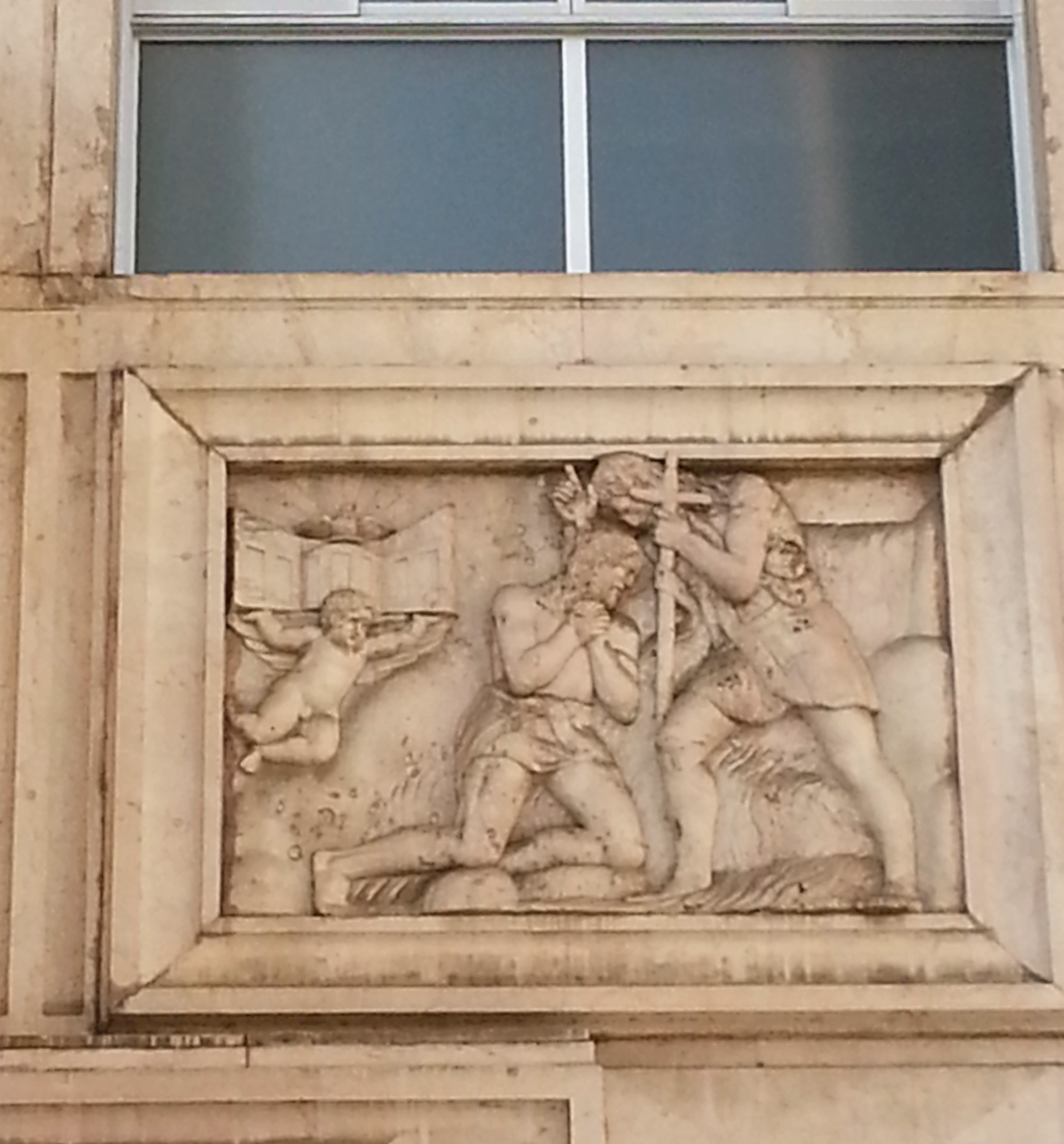
Formella di Leone Lodi

Il palazzo della Libertà è un edificio storico della città di Bergamo, nato con il nome di Casa Littoria, dal 2011 sottoposto a tutela.

## Storia
Il palazzo fu costruito dal 1937 al 1940 su progetto di Alziro Bergonzo per diventare la sede locale del Partito Nazionale Fascista al posto del vecchio ospedale di San Marco, trasferito nel 1930 nella nuova struttura. Il palazzo prese il nome di Casa Littoria e fu intitolato ad Antonio Locatelli medaglia d'oro della prima guerra mondiale.
Il progetto fu assegnato dopo un appalto pubblico nel novembre del 1936, della cui commissione aggiudicatrice fece parte anche Marcello Piacentini, che aveva predisposto negli anni '20 il nuovo piano regolatore cittadino, detto Centro piacentiniano. La Casa Littoria ne era considerata il completamento ideale.
Bergonzo sosteneva che questo "edificio tipico del tempo, centro motore della vita politica e spirituale di una provincia, non poteva essere pensato come un comune palazzo per uffici, ma doveva essere un monumento alla memoria e monito per il futuro".
L'apertura si tenne il 28 ottobre 1939, anniversario della marcia su Roma, ipotizzando una mai avvenuta inaugurazione da parte di Mussolini nel 1940. Lo spazio per le adunate, previsto sulla piazza antistante, è stato ridotto dagli edifici costruiti negli anni '50 e dal completamento della piazza nel 1997 da parte dello stesso Bergonzo, novantenne, con una nuova fontana, lampioni, e la scultura di Elia Ajolfi.
Il piano interrato della Casa Littoria fu usato anche come carcere durante la Repubblica di Salò. Dopo il 25 aprile 1945 ospitò la sede del Comitato di liberazione nazionale. Il palazzo sopravvisse alla damnatio memoriae post-bellica, a differenza del "monumento ai martiri della rivoluzione fascista", arengario di Bergonzo sul Sentierone.
La proprietà passò al Demanio, e vi furono alloggiati vari uffici pubblici: il Provveditorato agli Studi della provincia di Bergamo, l’Ufficio del lavoro e associazioni dei caduti. Ospita oggi la Prefettura, uffici del Tribunale, il Corpo Forestale dello Stato e spazi del Comune, che nel 1992 ha dato in gestione la sala dell'auditorium alla cooperativa Lab 80 film, che ne ha fatto luogo culturale di formazione intellettuale.
Dal 2017 il Comune di Bergamo ottiene l'utilizzo anche di spazi al piano terra.
.

## Descrizione
La struttura monumentale si pone in stretta correlazione con la piazza. La forma parallelepipeda interamente rivestita di marmo di Zandobbio, con prospetti alti 21 metri e larghi 50, copre una superficie di 7500 m².
La facciata principale, rivolta sulla piazza, è costituita da un imponente porticato di dodici pilastri di ordine gigante, reggenti un architrave recante la dedica "Ad Antonio Locatelli tre volte medaglia d'oro eroe della guerra e della rivoluzione" e la data "XVII anno E.F.". Di fronte ad ogni colonna è posta una lampada in rame.
L'accesso centrale al palazzo è sormontato da una balconata per i discorsi pubblici, attrezzata con un podio mobile in rame.
Una grande vetrata composta da finestre contornate dalla pietra ricopre la parte superiore della facciata.  Il soffitto del pronao è cassonettato a elementi circolari. La copertura è completamente piana, con effetto purista.
La parete di fondo del portico comprende una fascia basamentale coronata da un fregio con otto formelle a bassorilievo dello scultore Leone Lodi con soggetti tra cui "Il lavoro della terra", "L'unione coniugale", "I mestieri" e la "Navigazione" (l’artista aveva già collaborato in precedenza con Bergonzo per la realizzazione del ‘’Monumento ai caduti fascisti’’  sul Sentierone, demolito nel 1945).
Superata la scala di accesso, decorata ai lati da sei bassorilievi di Edoardo Villa raffiguranti protagonisti della storia bergamasca, si entra nell'atrio monumentale, originariamente illuminato da vetrate e lucernario. Qui, sulla parete che lo separa dall'ex Salone della vecchia guardia (ora auditorium), nel 1940 Antonio Giuseppe Santagata dipinse la "Vita eroica di Antonio Locatelli". Oltre al salone, al piano terra, erano ubicati il sacrario, i servizi amministrativi e tecnici. Il primo piano ospitava gli uffici del Federale e quelli della Segreteria politica; quelli superiori accoglievano le sedi di alcune organizzazioni del partito. Gli ambienti si distribuiscono lungo un corridoio anulare e sono collegati verticalmente da tre scale, due monumentali con avvio dall'atrio, e una di servizio nel lato settentrionale.
Per quanto in gran parte alterata nell'articolazione interna dei locali, la Casa custodisce ancora materiali e finiture originali e di pregio.
Si conservano inoltre nel palazzo le opere di Contardo Barbieri, Arnaldo Campanetti, Gianfilippo Usellini e le sculture di Nino Galizzi e Edoardo Villa.
Sul lato sinistro della piazza vi è la grande statua intitolata I doni della terra opera del 1999 di Elia Ajolfi, mentre al centro vi è la fontana di forma ottagonale con una scultura in rame opera di Claudio Nani. Il palazzo è forse una delle opere del Novecento più importanti presenti nella città orobica.
In occasione di Bergamo Brescia Capitale Italiana della Cultura 2023, Confindustria Bergamo ha sostenuto la creazione dell'installazione artistica "LIGHTS ON", realizzata da «Objects of Common Interest,»  che avvolge e illumina la facciata anteriore dell'edificio.